# Aliza Washabaugh
Aliza Washabaugh (Aliza Rajan, con su apellido de casada) es una actriz y doble de cine nacida en San José, California, Estados Unidos. 
Tiene 159 cm de altura. Es descendiente de nativos americanos, franceses, japoneses y alemanes.  Está casada con el actor y doble de cine Chris Durand, famoso por haber interpretado a Michael Myers en la séptima película de la saga Halloween.

## Filmografía

### Como doble de cine
- "Looney Tunes: Back in Action"
- "Miracles"
- "Point of Origen
- "Charmed"
- "Saving Private Leo"
- "R.S.V.P."
- "Swordfish"
- "Dying on the Edge"
- Held for Ransom"
- "After Sex"
- "Son of the Beach"
- "The Cure for Boredom"
- "Peril"
- "Roswell"
- "Passions"
- "My Brother the Pig"
- "ER"

### Como actriz
- "Nash Bridges"
- "Land Pirates"
- "Expecting"
- "Come On, Get Happy: The Partridge Family Story"
- "Supreme Sanction"
- "Dark Nova"
- "Beverly Hills Cop III"
- "Blue Chips"

Generalmente no aparece acreditada en casi ninguna película o serie de TV en las que participó, debido a sus papeles secundarios.